# Вортінгтон (Міннесота)
Вортінгтон (англ. Worthington) — місто (англ. city) в США, в окрузі Ноблс штату Міннесота. Населення — 13 947 осіб (2020).

## Географія
Вортінгтон розташований за координатами 43°37′45″ пн. ш. 95°35′56″ зх. д. / 43.62917° пн. ш. 95.59889° зх. д. (43.629119, -95.598858).  За даними Бюро перепису населення США в 2010 році місто мало площу 22,62 км², з яких 19,00 км² — суходіл та 3,62 км² — водойми. В 2017 році площа становила 24,04 км², з яких 20,39 км² — суходіл та 3,65 км² — водойми.

## Демографія

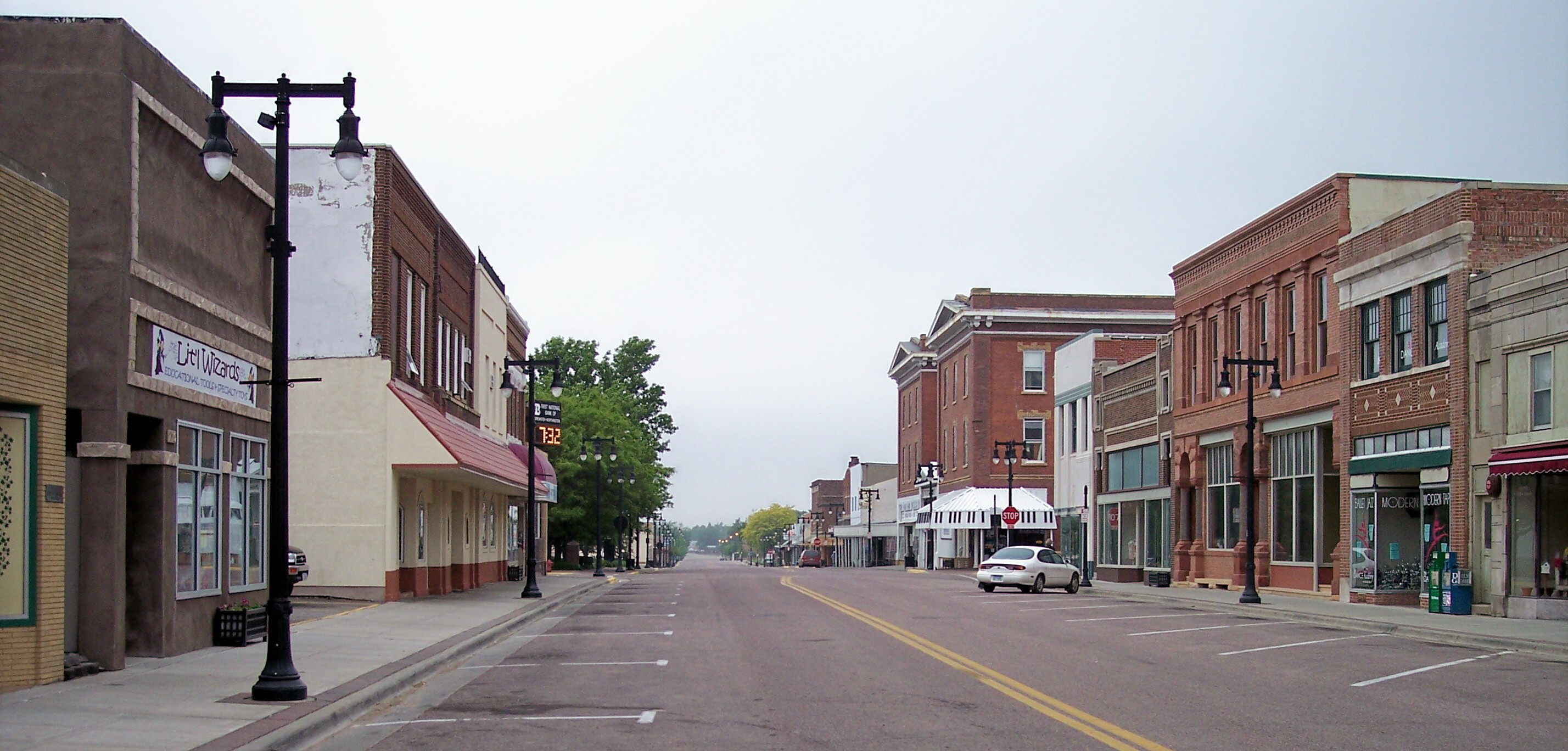
Вортінґтон

Згідно з переписом 2010 року, у місті мешкали 12 764 особи в 4458 домогосподарствах у складі 2917 родин. Густота населення становила 564 особи/км².  Було 4699 помешкань (208/км²).
Расовий склад населення:
| - 62,2 % — білих - 8,6 % — азіатів - 5,5 % — чорних або афроамериканців - 0,7 % — корінних американців - 0,1 % — вихідців з тихоокеанських островів - 20,5 % — осіб інших рас |

До двох чи більше рас належало 2,4 %. Частка іспаномовних становила 35,4 % від усіх жителів.
За віковим діапазоном населення розподілялося таким чином: 26,8 % — особи молодші 18 років, 58,2 % — особи у віці 18—64 років, 15,0 % — особи у віці 65 років та старші. Медіана віку мешканця становила 33,5 року. На 100 осіб жіночої статі у місті припадало 104,6 чоловіків;  на 100 жінок у віці від 18 років та старших — 104,7 чоловіків також старших 18 років.
Середній дохід на одне домашнє господарство  становив 57 288 доларів США (медіана — 47 467), а середній дохід на одну сім'ю — 62 832 долари (медіана — 54 500). Медіана доходів становила 36 140 доларів для чоловіків та 30 458 доларів для жінок. За межею бідності перебувало 20,0 % осіб, у тому числі 26,7 % дітей у віці до 18 років та 8,9 % осіб у віці 65 років та старших.
Цивільне працевлаштоване населення становило 5807 осіб. Основні галузі зайнятості: виробництво — 35,3 %, освіта, охорона здоров'я та соціальна допомога — 15,3 %, роздрібна торгівля — 12,6 %.

## Персоналії
- Карл Стокдейл (1874-1953) — американський актор.